# Suarezia ecuadorana
Suarezia es un género monotípico de orquídeas epifitas. Su única especie: Suarezia ecuadorana Dodson, Icon. Pl. Trop., II, 6: t. 585 (1989), es originaria del este de Ecuador.

## Descripción
Es una orquídea de tamaño pequeño, con hábitos crecientes de epífita con un pseudobulbo ovado,  comprimido envuelto por vainas foliares imbricadas, que llevan hojas dísticas y  subteretes, lineales, estrechándose hacia la base peciolada. Florece en una inflorescencia axilar laxa, desde las vainas de las hojas laterales, que mide 9 cm de largo, espigada, con 3 a 7 flores.

## Distribución y hábitat
Se encuentra en el este de Ecuador en los bosques montanos húmedos en elevaciones de alrededor de 450 a 580 metros. 

## Taxonomía
Suarezia ecuadorana fue descrita por Calaway H. Dodson y publicado en Icones Plantarum Tropicarum, ser. 2. 6: pl. 585. 1989.